# Thomery
Thomery är en kommun i departementet Seine-et-Marne i regionen Île-de-France i norra Frankrike. Kommunen ligger i kantonen Moret-sur-Loing som tillhör arrondissementet Fontainebleau. År 2022 hade Thomery 3 417 invånare.

## Befolkningsutveckling
Antalet invånare i kommunen Thomery
| Referens: INSEE |